# SDSS J122859.93+104032.9
 SDSS J122859.93+104032.9 är en vit dvärg som är en av de sju kända vita dvärgarna med en gasskiva. Gasskivan antas ha bildats efter att tidvattenkrafter slet sönder en asteroid som kommit för nära stjärnan.
SDSS J122859.93+104032.9 diameter är mer än sju gånger mindre än Saturnus, och den är över 2500 gånger massivare än Saturnus.